# Paladilhia
Paladilhia é um género de gastrópode  da família Moitessieriidae.
Este género contém as seguintes espécies:
- Paladilhia hungarica[2]
- Paladilhia pleurotoma[3]
- Paladilhia gloeeri[4]
- Paladilhia subconica[5]
- Paladilhia vernierensis[6]